# Cathédrale de la Sainte-Trinité d'Arad
Pour les articles homonymes, voir Cathédrale de la Sainte-Trinité.
La cathédrale orthodoxe de la Sainte Trinité d'Arad (en roumain : Catedrala "Sfânta Treime" din Arad) est une cathédrale orthodoxe roumaine située à Arad, dans la région de Crișana à l'ouest de la Roumanie. C'est la principale cathédrale du siège épiscopal d'Arad, actuellement dirigé par Timotei, archevêque d'Arad.

## Histoire
La pierre angulaire de la nouvelle cathédrale a été posée par l'évêque Timotei en novembre 1991. Les efforts de construction ont commencé en 1992, lorsque les travaux de consolidation du sol et des fondations de la nouvelle église ont débuté. La construction a duré jusqu'en 2006, lorsque les derniers travaux extérieurs ont été réalisés et la grande icône de la façade a été achevée.
Bien avant la fin de la construction, en raison de la spécificité de l'église, des cloches ont été importées d'une fonderie d'Innsbruck, en Autriche. Avec une masse totale de 6,56 tonnes, respectivement 4050, 1070, 745, 450 et 250 kg pour les cinq cloches, elles ont été montées en décembre 2003. En 2006, la cathédrale avait 4 croix d'or montées sur ses dômes. Les trois petites croix mesuraient 3,5 mètres chacune et la grande mesurait 7,30 mètres de haut .

## Inauguration
Le jour de la Saint-Nicolas, en 2008, la cathédrale a été inaugurée par le patriarche de toute la Roumanie, Daniel. Un impressionnant rassemblement de clergé et de croyants a participé à la bénédiction de l'église et à son inauguration .

## Voir également
- Liste des plus grandes cathédrales orthodoxes
- Église de la Nativité de Saint Jean-Baptiste (Arad, Roumanie), l'ancienne cathédrale